# 714-X
Il 714-X o 714X è una mistura di diverse sostanze prodotta dalla CERBE Distribution Inc e venduto come terapia alternativa per la asserita cura di tumori, sclerosi multipla, Fibromialgia e varie altre malattie
Non c'è alcuna prova scientifica che il 714-X abbia qualche effetto terapeutico nella cura delle malattie che l'azienda assirisce di potere curare; negli Stati Uniti d'America tale prodotto è considerato il frutto di una frode medica
714X è una miscela chimica sviluppata da Gaston Naessens, un biologo franco-canadese. Sebbene sia stato affermato che il 714X avrebbe avuto diversi effetti positivi come la regressione del cancro e la rivitalizzazione del sistema immunitario, la Food and Drug Administration statunitense ha scoperto che il 714X contiene ingredienti relativamente inattivi: 94% di acqua, 5% di nitrati e piccole quantità di sodio, cloruro e canfora. Mentre una tale miscela potrebbe non essere dannosa per l'organismo, non ci sono dati che dimostrino che il 714X possa curare il cancro o l'AIDS.